# Elbertus Leoninus
Elbertus Leoninus, nome latinizzato di Elbert de Leeuw (Zaltbommel, 1519 o 1520 – Arnhem, 16 dicembre 1598), è stato un giurista e politico olandese del XVI secolo, che aiutò a negoziare la pacificazione di Gand.
Era soprannominato Longolinus in latino ed è stato talvolta citato in italiano come Elberto Leonino.

## Biografia
Leoninus nacque in una famiglia non aristocratica, ma benestante, che riuscì a dargli un'ottima istruzione. Possedeva un'alta statura, che in seguito gli valse il soprannome latino Longolinus. Dapprima studiò humaniora sotto Macropedius a Utrecht, poi a Emmerich am Rhein sotto Matthias Bredenbach. Entrò all'Università di Lovanio per studiare al Collegium Trilingue per approfondire le lingue classiche, poi ottenne una licenza in giurisprudenza presso la stessa università nel 1547. Per migliorare la sua fluidità nel francese studiò per un anno ad Arras. Il 7 giugno 1548 sposò a Lovanio Barbara de Haze, figlia di un famoso professore di diritto di Lovanio, Johannes Hasius.

### Carriera

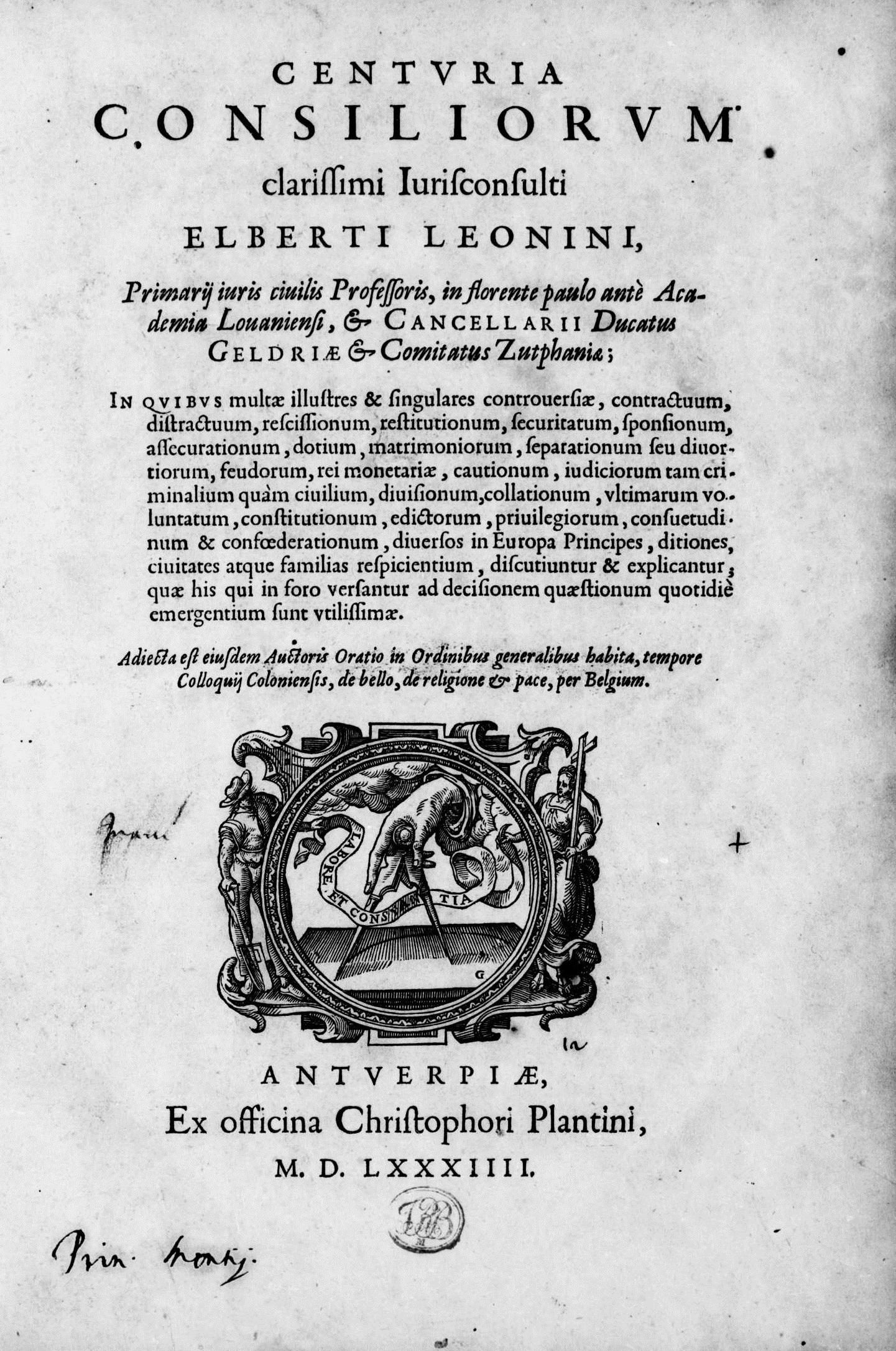
Centuria consiliorum, 1584

Due giorni dopo il matrimonio, Leoninus fu nominato professore di diritto canonico all'università di Lovanio. Ottenne la laurea in giurisprudenza il 20 maggio 1550 sotto Gabriel Mudaeus e successe a quel luminare come professore primarius legum nel 1560 (una cattedra che avrebbe ricoperto fino al 1580). Insieme a Viglius van Aytta, un altro influente giurista, riuscì a convincere il governo dei Paesi Bassi asburgici a dotare di altre tre cattedre la facoltà di giurisprudenza di Lovanio in quegli anni.
Ciò illustra l'influenza che esercitò alla corte del reggente, Margherita di Parma. Fece da consigliere a tutte le persone importanti del tempo su entrambi i fronti della divisione politica che si stava formando in questi anni, il che spiega la sua successiva accettazione da entrambe le parti durante i primi anni della rivolta olandese che presto sarebbe scoppiata. Durante le fasi iniziali della rivolta, rimase fedele a Filippo II di Spagna e ai primi due governatori generali inviati dal re per reprimere la ribellione.
Nel 1575 guidò il delegato del governo di Bruxelles Luis de Zúñiga y Requesens ai falliti negoziati di pace con Guglielmo I d'Orange e le province ribelli di Breda. Quando Requesens morì nel 1576 e gli Stati generali dei Paesi Bassi assunsero brevemente il comando del governo lealista, Leoninus fu nominato capo della delegazione degli Stati generali che negoziava la pacificazione di Gand con Orange.
Negli anni seguenti le sue lealtà politiche si spostarono sempre più contro il lato lealista, probabilmente a causa dell'atteggiamento del nuovo governatore generale Giovanni d'Austria. Quando gli Stati generali litigarono con don Giovanni e nominarono il loro governatore generale, l'arciduca Mattia, Leoninus divenne uno dei membri del suo Consiglio di Stato. Rimase tuttavia un politico di grande moderazione, sia in materia politica sia religiosa, continuando a impegnarsi per la riconciliazione, anche dopo i falliti negoziati di pace nella primavera del 1579 a Colonia. Nel 1580 si dimise all'università di Lovanio e declinò una cattedra alla nuova Università di Leida.
Su raccomandazione del Principe di Orange, gli Stati di Gheldria (la sua provincia natale) lo nominarono cancelliere di quella provincia il 28 giugno 1581. In quanto tale, ebbe un ruolo importante nella prevenzione del tradimento della provincia agli spagnoli dal suo statolder Guglielmo IV van den Bergh nel 1583. Ancora membro del Raad van State (Consiglio di Stato), diresse la delegazione degli Stati generali che offrì la sovranità dei Paesi Bassi settentrionali al re Enrico III di Francia a Senlis nel 1585, senza successo. L'anno successivo (17 gennaio 1586) accolse Robert Dudley, I conte di Leicester per conto degli Stati generali in qualità di governatore generale dei Paesi Bassi settentrionali, vedendo rinnovata la sua adesione al nuovo Raad van State,  di cui sarebbe rimasto membro fino alla morte.
Rimase uno dei giuristi più importanti della Repubblica olandese in questi anni (uno dei sei eminenti giuristi i cui volti sono mostrati sulla facciata del vecchio edificio del Dipartimento di Giustizia a Het Plein a L'Aia). Come cancelliere di Gheldria egli contribuì a codificare le leggi del quartiere Veluwe del ducato. I suoi numerosi scritti nel campo del diritto furono compilati nel Centuria consilium (Anversa, 1581 e successivi) e dopo la sua morte a cura di suo nipote Elbert Zoes come Emendationum sive observationum libri septem (Arnhem, 1610). Influenzò Ugo Grozio.
Quando morì nel 1598, il giorno dopo dell'amico Filippo di Marnix, signore di Sint-Aldegonde (che si era seduto dalla parte opposta alle trattative sulla Pacificazione di Gand nel 1576), il concistoro calvinista di Arnhem gli rifiutò il servizio funebre, perché nutriva dei dubbi sulla sua ortodossia. In effetti, probabilmente era (come il suo patrono Guglielmo il Silente) quella che è stata definita una politica. La sua vedova si trasferì ad Anversa (allora nei Paesi Bassi meridionali) poco dopo la sua morte, dichiarando di essere sempre rimasta cattolica.

## Opere
- (LA) Centuria consiliorum, Antwerpen, 1581.
  - (LA) Centuria consiliorum, Antwerpen, Christophe Plantin, 1584.
- Emendationum sive observationum libri septem, Arnhem, 1610.

### Opere storiche
- Fragmentarium historiae belli Belgici
- Excerpta ex Historia manuscripta